# Спесартин

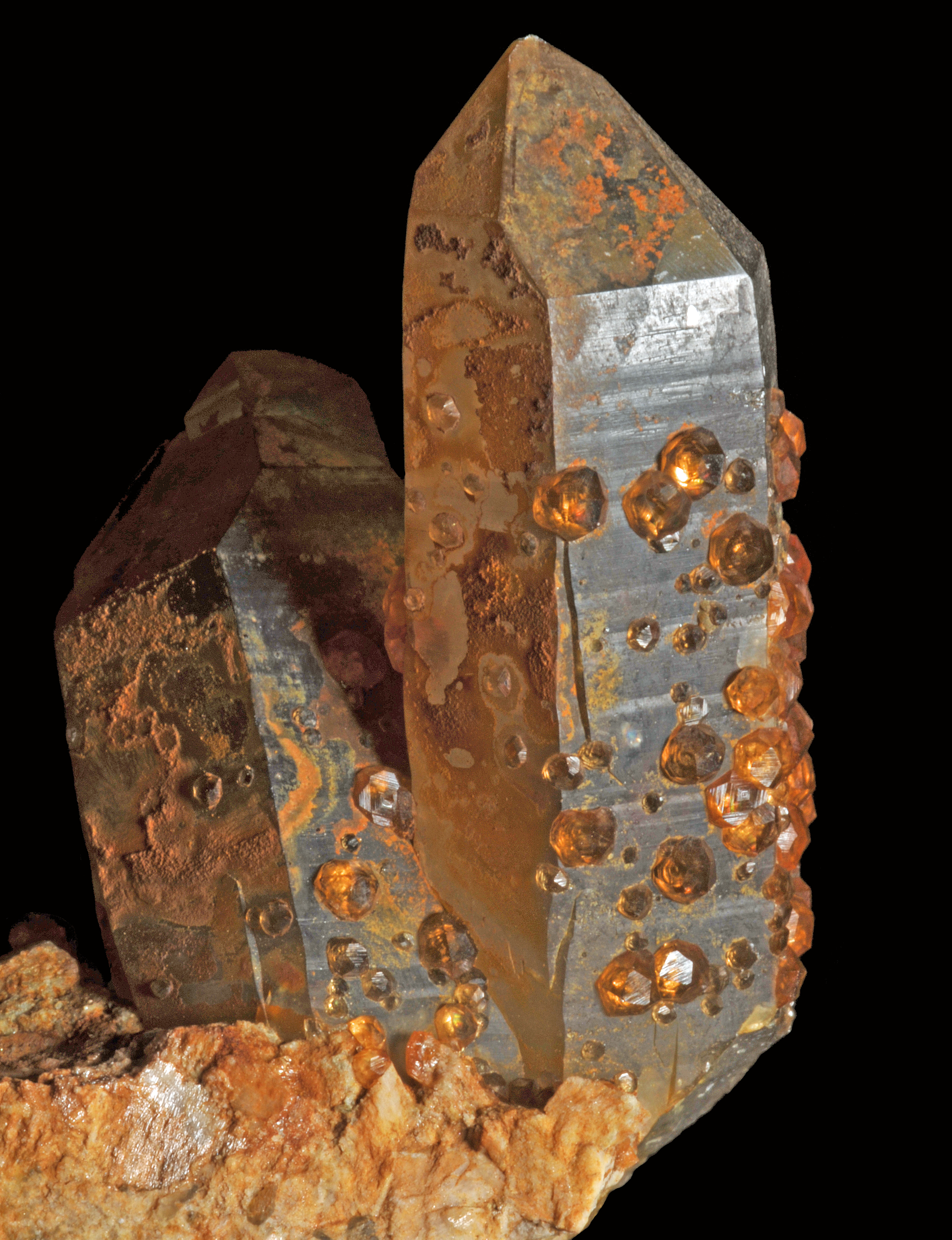
Спесартин

Спесарти́н — мінерал, манґановий різновид мінерального виду «альмандин-спесартин» острівної будови з групи гранату. Іноді помилково називається спесартит. Серед інших синонімів такі назви: боденбендери́т, грана́т манґа́ново-алюмі́нієвий, парчин, парчині́т.

## Етимологія та історія
Спесартин був названий за місцем знахідки — гірський масив Шпессарт — у 1832 році французьким геологом і мінералогом Франсуа Сюльпісом Бьоданом.
Німецький кристалограф та мінералог Георг Менцер уточнив кристалічну структуру спесартину у 1929 році.

## Загальний опис
Хімічна формула: Mn3Al2[SiO4]3.
Містить (%): MnO — 43,0; Al2O3 — 20,6; SiO2 — 36,4.
Існує безперервний ізоморфний ряд між спесартином і альмандином. Власне спесартин містить 50-94 % спесартинової складової (вміст МnО до 43-44 %), домішки MgO, Y2O3, V.
Сингонія кубічна. Форма кристалів — ромбододекаедри, рідше тетрагонтриоктаедри. Утворює також округлі кородовані зерна або суцільну масу. Спайність відсутня. Густина 3,8-4,2. Твердість 6,5-7,5.
Забарвлення жовтувато-червоне, ювелірних різновидів — полум'яно-червоне, оранжеве або рожево-жовте. Блиск скляний. Крихкий.
Зустрічається в кристалічних сланцях, гранітних пегматитах, кварцитах, інколи — серед магматичних утворень, у скарнах, метаґраувакках. Поширений в гранітних пегматитах, гранітах і ріолітах. Утворюється в деяких скарнах та метасоматичних багатих марганцем породах, що прилягають до магматичних інтрузій або метасоматизованих ділянок.
Супутні мінерали: мусковіт, біотит, кварц, дистен, силіманіт, графіт, рутил, магнетит, турмалін, родоніт, піроксмангіт, тефроїт, галаксит, топаз, апатит, берил, альбіт, біксбіт, псевдобрукіт.
Важливий компонент манґанових руд, ювелірний камінь.

## Розповсюдження
Знахідки: Броддбо (Швеція), Урал (РФ), штат Коннектикут (США), провінція Квебек (Канада), Анцирабе (острів Мадагаскар), Шрі-Ланка.

## Різновиди
Розрізняють:
- спесартин берилієвий (різновид спесартин у, що містить ВеО до 0,39 %),
- спесартин ітріїстий (різновид спесартину, що містить до 2,1 % Y2O3),
- спесартин кальціїстий (різновид спесартину, що містить до 12 % СаО),
- спесартин кальціїсто-залізистий (різновид спесартину, що містить до 8,5 % СаО та до 14,5 % FeO),
- фероспесартин (гранат проміжного складу між альмандином і спесартином).